# Ludwig Philipp von Bombelles

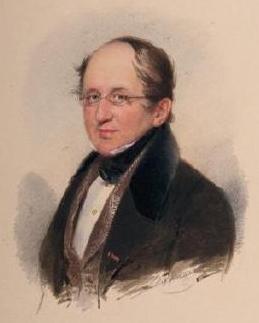
Ludwig Philipp von Bombelles (1837), Zeichnung von Moritz Daffinger

Ludwig Philipp, Graf von Bombelles (* 1. Juli 1780 zu Regensburg; † 7. Juli 1843 in Wien) war ein österreichischer Diplomat.

## Leben und Wirken
Der aus einer ursprünglich portugiesisch-französischen Adelsfamilie stammende Graf Ludwig Philipp von Bombelles wurde am 1. Juli 1780 als Sohn des Generals, Diplomaten und späteren Bischof von Amiens (1817) Marc Marie Marquis de Bombelles und der Prinzessin Angélique de Mackau in Regensburg geboren.
Er stand erst in österreichischem, dann in neapolitanischem Militärdienst. Durch die Revolution aus Neapel vertrieben, stellte man ihn in Wien bei der geheimen Staatskanzlei ein. Danach teilte man ihn der österreichischen Gesandtschaft in Berlin unter Metternich zu. Dort war er derjenige, der als besonderer Augenzeuge die öffentliche Erschütterung über den Tod der Königin Luise von Preußen in seinen Berichten betonte. Später zum Geschäftsträger am Berliner Hof ernannt, folgte er 1813 dem König Friedrich Wilhelm III. nach Breslau und erhielt dann eine Mission nach Kopenhagen, um den König Friedrich VI. von Dänemark vom Bündnis mit Napoléon Bonaparte abzuziehen.

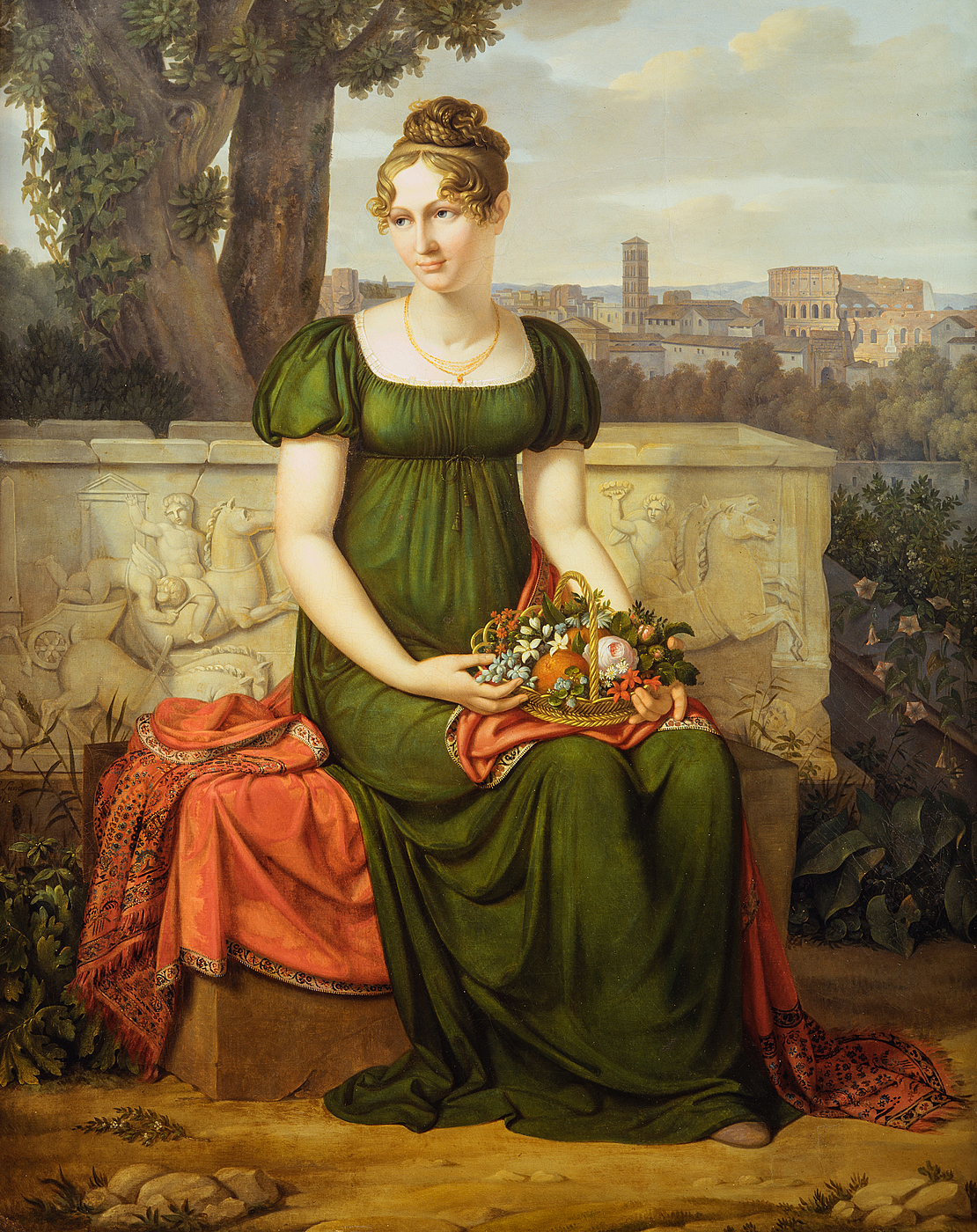
Ida Brun, von Johann Ludwig Lund, 1811

Nach dem ersten Pariser Frieden wurde er österreichischer Gesandter in Kopenhagen, wo er sich 1816 mit Ida Brun (1792-1856), einer Tochter des Kaufmanns Constantin Brun und der Schriftstellerin Friederike Brun, vermählte, dann in Dresden, wo sein Haus durch musikalische und dramatische Unterhaltungen der Mittelpunkt der vornehmen Gesellschaft wurde.
Dem Kongress in Karlsbad wohnte er 1819 als Bevollmächtigter Österreichs bei und folgte mit rücksichtsloser Strenge den von Wien erhaltenen Instruktionen. Von Dresden als österreichischer Gesandter nach Neapel versetzt, wurde er durch die dort ausbrechende Revolution gehindert, seinen Posten anzutreten. Nachdem er hierauf als Gesandter an den Höfen zu Florenz, Modena und Lucca, am Turiner Hof, und ab 1832 in Bern fungierte.
Als dortiger österreichische Gesandter und bevollmächtigter Minister bei der Eidgenossenschaft vertrat er als Vertrauter Metternichs sowie Anhänger der Restaurationspolitik eine extreme Gegenposition zu allen liberalen Tendenzen. Dabei ging seine Politik Hand in Hand mit dem päpstlichen Nuntius und befürwortete eine „Politik der starken Hand“, die auch eine militärische Intervention Österreichs in der Schweiz nicht ausschloss.
Am 7. Juli 1843 verstarb Ludwig Philipp von Bombelles in Wien.
Sein Bruder Heinrich Franz von Bombelles war ebenfalls Diplomat und außerdem Erzieher der Enkelkinder des Kaisers Franz II., insbesondere des späteren Kaisers Franz Joseph I. – Charles-René de Bombelles (1785–1856), sein anderer Bruder, war Obersthofmeister und Minister am Hof von Parma und der dritte Ehemann der Marie-Louise von Österreich.